# Bia Davou
Bia Davou, griechisch Μπία Ντάβου (* Oktober 1932 in Athen; † 12. August 1996 ebenda) war eine griechische Malerin.

## Leben und Werk
Bia Davou studierte von 1952 bis 1958 Malerei bei Costas Iliadis (Κώστα Ηλιάδη, 1903–1991) und arbeitete später als Assistentin in seinem Atelier. Sie war Gründungsmitglied der Gruppe Processes-Systems. Davous erste Einzelausstellung fand 1960 in der Galerie Nees Morfes (Neue Formen) statt. 1970 stellte sie in der PR Gallery in Athen, 1976 in der Athens Art Gallery und 1978 in der Desmos Gallery aus. Bia Davou war 1967 Teilnehmerin der Alexandria Biennale und 1989 der Biennale von São Paulo.
Von 2008 bis 2009 zeigte das Nationale Museum für Zeitgenössische Kunst in Athen Davou in einer Retrospektive. Posthum wurde 2017 die Arbeit Sails (1981) auf der documenta 14 in Kassel ausgestellt.